# Petra Buzková
Petra Buzková (ur. 7 grudnia 1965 w Pradze) – czeska polityk i prawniczka, działaczka Czeskiej Partii Socjaldemokratycznej, posłanka, w latach 2002–2006 minister edukacji.

## Życiorys
W 1989 ukończyła studia prawnicze na Uniwersytecie Karola w Pradze. W 1999 uzyskała uprawnienia adwokata. W 1989 wstąpiła do Czeskiej Partii Socjaldemokratycznej, w latach 90. pełniła funkcję jej wiceprzewodniczącej, a od 2001 do 2005 była przewodniczącą jej stołecznych struktur. W 1992 została deputowaną do Czeskiej Rady Narodowej, którą po rozpadzie Czechosłowacji 1 stycznia 1993 przemianowano na Izbę Poselską. Mandat deputowanej wykonywała do 2004. Od 1996 do 2002 zajmowała stanowisko wiceprzewodniczącej Izby Poselskiej.
W latach 2002–2006 sprawowała urząd ministra szkolnictwa, młodzieży i sportu w rządach Vladimíra Špidli, Stanislava Grossa i Jiříego Paroubka. W 2006 bezskutecznie kandydowała z ramienia socjaldemokratów na burmistrza Pragi. Uzyskała wówczas mandat radnej miejskiej, z którego jednak wkrótce zrezygnowała.
Wycofała się następnie z aktywności politycznej, podejmując praktykę adwokacką jako partnerka kancelarii prawniczych.
Prawnuczka polityka Františka Modráčka. Jest mężatką i ma córkę.